# Cacique Nutibara
Cacique Nutibara (Antioquia, siglo XVI-1538) fue un cacique, de la tribu de los Catíos del actual territorio de Antioquia.

## Biografía
El rey de los Wayú tuvo dos hijos varones: Nutibara (gobernaba  la Serranía de Abibe) y Quinunchú (gobernaba en territorios cerca a Urabá). Nutibara, era el mayor, monarca de los Catíos, regía desde el actual Frontino (Antioquia), creó un ejército para defender su reino.
La primera expedición enviada por Pedro de Heredia, para encontrar la leyenda de Dabaibe en 1536, fue la del mariscal español Francisco Cesar, quien entró probablemente por el Río León con 63 españoles, a comienzos de 1537, llegando a los territorios donde gobernaban Nutibara y Quinunchú, donde fueron rechazados por los indígenas, en donde murió Quinunchú, los españoles saquearon los cadáveres y regresaron a San Sebastián. En otra expedición dirigida por Juan Vadillo de 200 hombres, con negros, indios y 300 caballos, quemaron al Cacique de Buriticá, cerca al Río Cauca, al no pagar los doce canastos de oro que exigían los conquistadores por liberar su esposa e hijos.
En las puertas del templo de la diosa Dabeiba, el Cacique se enfrentó en un duelo contra el mariscal español Francisco Cesar, Nutibara venció al español, pero el reducido ejército español a 92 hombres, traicionó el juramento, asesinaron a Nutibara y conquistaron a los Catíos en 1538 tras varias expediciones, dirigidas por Luis Bernal y Juan Graciano.

## Homenajes
- Escultura del Cacique Nutibara en Dabeiba (Antioquia).[6]
- Escultura del Cacique Nutibara de José Herrera Betancur (1995) en Pueblito Paisa, Medellín (Antioquia).[7]
- Escultura del Cacique Nutibara de Pedro Nel Gómez en Medellín (1955).[8]
- Las fiestas del Cacique Nutibara en Frontino (Antioquia).[9]
- Uno de los batallones del Ejército Nacional de Colombia se denomina Batallón Cacique Nutibara.
- Su nombre fue usado por las Autodefensas Unidas de Colombia para denominar una de sus subdivisiones el Bloque Cacique Nutibara de las AUC, desmovilizado en 2003.[10]